# Lowell-Observatorium
Das Lowell Observatorium in Flagstaff, Arizona, USA wurde von Percival Lowell 1894 gegründet, um den Planeten Mars und die von Giovanni Schiaparelli 1877 bis 1879 beobachteten Marskanäle („Canali“) genauer zu untersuchen. Seit etwa 90 Jahren dient es auch anderen astronomischen Forschungen.

## Geschichte
Lowell war ein begüterter Liebhaber-Astronom und hielt die Canali (unkorrekt als „Canals“ übersetzt) für Kunstbauten intelligenter Wesen zur Bewässerung des austrocknenden Mars. Die Farbveränderungen, die er bei seinen Beobachtungen feststellte, führte er auf Veränderungen der Vegetation zurück. Dieser Gedanke wurde von manchen Marsforschern noch bis zur Planung und Ankunft der Raumsonden verfolgt (Mariner 4 im Jahr 1965).
Die Sternwarte wurde von den Brüdern Edward und William Henry Pickering geplant – auf trockenem Ödland in 2.210 m Höhe. Sie war seit Beginn mit den jeweils modernsten Instrumenten ausgestattet und hatte z. B. 1910 mit 1,1 m das weltweit drittgrößte Spiegelteleskop.

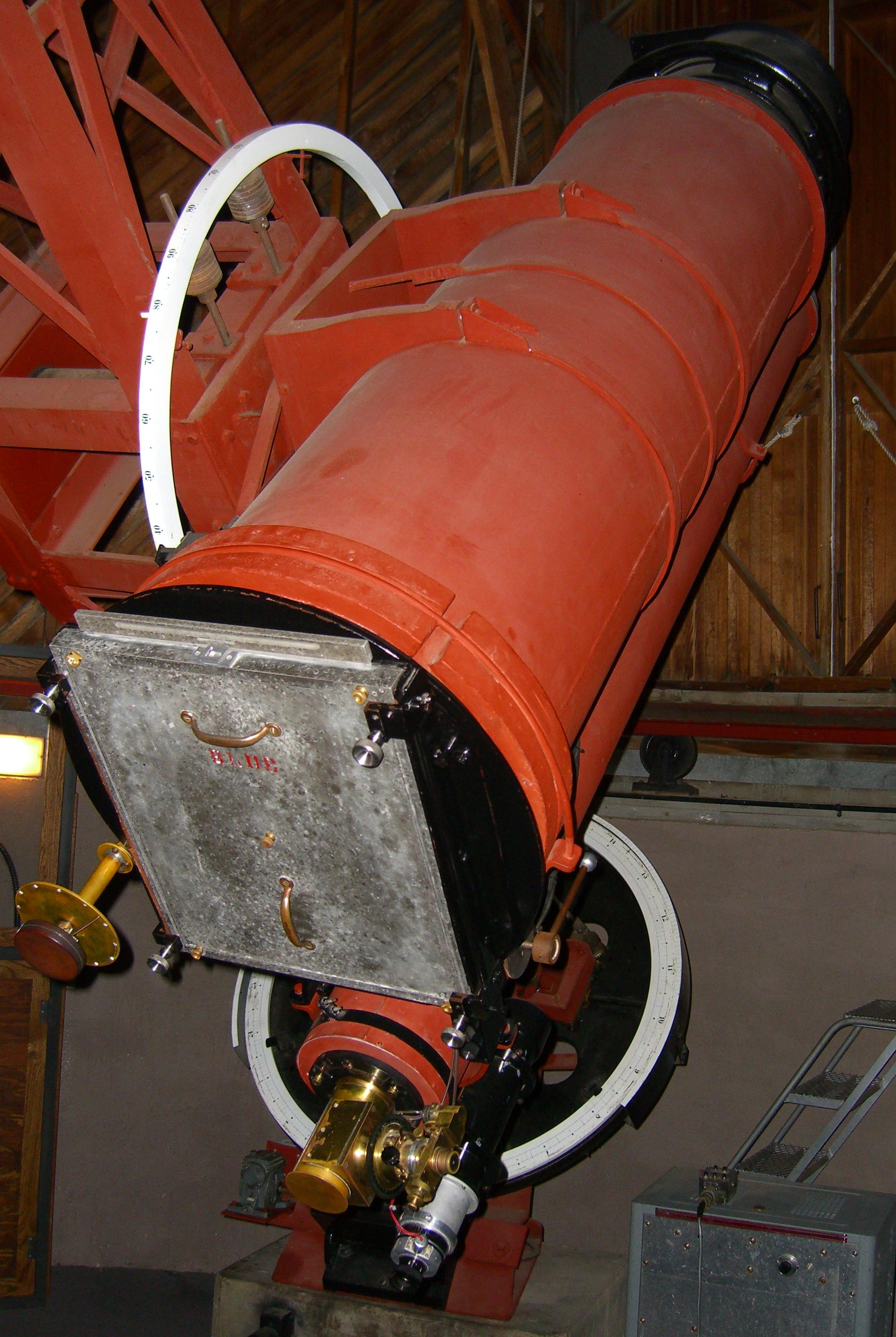
13" Pluto Discovery Teleskope

1912 begann Vesto Slipher in Flagstaff Spektren von Spiralnebeln aufzunehmen. Trotz lichtstarker Instrumente waren dazu Belichtungen über mehrere Nächte nötig – außer beim Andromedanebel. Bei diesem waren die Spektrallinien ins Blaue (statt rot) verschoben, was Slipher über die Bewegung unserer Milchstraße erklärte. Einer seiner Studenten war Edwin Hubble, der später die allgemeine Rotverschiebung durch Expansion des Kosmos deutete.
1930 wurde Pluto nach jahrzehntelangen Vorarbeiten in Flagstaff entdeckt. Am 29. März 2024 wurde Pluto zum offiziellen Staatsplaneten von Arizona ernannt.
Seit einigen Jahren dient die Sternwarte zur Suche nach Asteroiden. Im Projekt „Near Earth Object Survey“ (LONEOS) wurde dafür ein automatisches Teleskop entwickelt.
Seit 1959 betreibt das Lowell-Observatorium eine im Coconino County gelegene Außenstelle namens Anderson Mesa Station (IAU-Code 688).
Das Lowell-Observatorium wurde am 21. Dezember 1965 als National Historic Landmark anerkannt. Am 15. Oktober 1966 folgte die Aufnahme in das National Register of Historic Places.
Seit 2012 ist als größtes Teleskop des Lowell-Observatoriums das Discovery Channel Telescope in Betrieb.